# Jordan Raskopoulos
Jordan Nicola Bridget Raskopoulos (Sídney, 25 de enero de 1982) es una comediante australiana que escribió e interpretó el programa de comedia de Network 10 The Ronnie Johns Half Hour, y fue cantante principal del grupo de rock cómico Axis of Awesome (2006-2018).

## Carrera
En 2003, Raskopoulos se involucró en los eventos Theatresports de Impro Australia, incluidos The Belvoir St Theatre Theatresports y las competencias de la Copa Cranston, ganando títulos estatales y nacionales. En 2005, pasó a formar parte del supergrupo universitario de comedia de sketches The 3rd Degree, que actuó en el Festival Internacional de Comedia de Melbourne. Este grupo formó la base del programa de televisión de comedia de sketches de culto ganador del premio Logie de Network Ten, The Ronnie Johns Half Hour, en el que Raskopoulos protagonizó y para el que escribió.
Después del éxito de The Ronnie Johns Half Hour, Raskopoulos apareció en Stupid, Stupid Man, Stand Up Australia, Hole in the Wall, Good News Week y Thank God You're Here, y ha proporcionado voces para la serie machinima de ABC2. The Team. Fue capitana del equipo durante una temporada del programa deportivo de SBS The Squiz. En 2007, su primer espectáculo en solitario se llamó The Adventures of the Man with the Dominant Claw. 
Desde 2006 hasta 2018, Raskopoulos lideró el galardonado trío de comedia musical Axis of Awesome, cuya canción parodia "4 Chords" ha recibido más de 81 Millones de visitas en YouTube y es uno de los videos de comedia mejor calificados en el sitio. El grupo llamó la atención después del lanzamiento de sus canciones que parodiaban las elecciones federales australianas de 2007 y recibió un premio Moosehead en el Festival Internacional de Comedia de Melbourne de 2008 por su espectáculo The Axis of Awesome Comeback Spectacular. Desde 2009, Axis of Awesome ha producido cuatro álbumes y ha realizado numerosas giras por Estados Unidos, Reino Unido, Europa, Asia y Australia, con temporadas con entradas agotadas en el Festival Fringe de Edimburgo. Después de una pausa en 2017, anunciaron oficialmente su separación en 2018.
Antes de declararse públicamente como una mujer trans, Raskopoulos escribió artículos sobre cuestiones transgénero para Junkee bajo el seudónimo de Nicola Fierce.
Raskopoulos también transmite en YouTube y Twitch con el nombre de JordanRasko. El 26 de abril de 2020, Raskopoulos publicó un vídeo con una canción parodia titulada «We Build This Clitty», una parodia de «We Build This City» de Starship. El contenido de la canción se centra en la experiencia personal de Raskopoulos con su cirugía de afirmación de género, empleando el humor como elemento narrativo.

### Controversia de los premios Logie
Raskopoulos fue elegida para el papel secundario de Trax en la película de 2012 Underground: The Julian Assange Story junto con Rachel Griffiths, Anthony LaPaglia y Alex Williams. En enero de 2013, Raskopoulos solicitó a los usuarios del foro de Internet Something Awful que votaran por ella en la categoría de actor más popular de los Premios Logie 2013, prometiendo a cambio permitir a los usuarios del sitio escribir su discurso de aceptación. Algunos medios de comunicación caracterizaron esto como hackear a los Logies, como Raskopoulos, quien a pesar de una carrera de comedia internacional de alto perfil era relativamente desconocida en los círculos de actuación australianos. La propia Raskopoulos describió su campaña como nada diferente a cualquier campaña ordinaria de "fanáticos", afirmando: "Estoy conspirando para manipular los Logies de la misma manera que lo son los foros de fans de Guy Sebastian, o [de la misma manera como] lo son los fans de The Voice pidiendo votos para Joel Madden en Twitter." En apoyo de su campaña para ganar votos, Raskopoulos apareció en un segmento del programa australiano de actualidad Today Tonight vestida con una estola de piel y actuando, y declaró que deseaba ganar un Logie para usarlo como tope de puerta.

## Vida personal
Raskopoulos es una lesbiana transgénero. Salió del armario como persona transgénero públicamente en 2016 en un video llamado "What's Happened To Jordan's Beard" que revela que se deshizo de su barba en febrero de 2015 y que nunca volvería a aparecer porque ahora era transgénero. Mantuvo su nombre de pila pero agregó los segundos nombres Nicola y Bridget.
Tiene trastorno por déficit de atención con hiperactividad y habló sobre su trastorno de ansiedad en una charla TEDx en 2017.
Raskopoulos juega al roller derby y ha jugado a Warhammer 40 000 desde que tenía 12 años.

## Filmografía

### Películas
| Año  | Título                                | Rol          |
| ---- | ------------------------------------- | ------------ |
| 2012 | Underground: The Julian Assange Story | Trax         |
| 2019 | Soy una mujer                         | Jorge Silvia |

### Televisión
| Años      | Título                     | Rol                                    | Notes                                  |
| --------- | -------------------------- | -------------------------------------- | -------------------------------------- |
| 2005–2006 | The Ronnie Johns Half Hour | Varios personajes                      | 26 episodios                           |
| 2006      | The Team                   | Benedict                               | Voz                                    |
| 2008      | Stupid, Stupid Man         | Clown Boy                              | Episodio: "The Fifteenth Floor"        |
| 2013      | #7DaysLater                | Father O'Rielly / Herb / Dog Whisperer | 3 episodios                            |
| 2014      | In a Woman's World         | Toby                                   | Episodio: "Picking Up"                 |
| 2014      | Clean and Jerk             | Richie                                 |                                        |
| 2015      | About Tonight              | The Axis of Awesome - Presentadora     | Episodio: "May the Fourth Be with You" |
| 2015      | How Not to Behave          | Ensemble Cast                          | 2 episodios                            |
| 2016      | The Wizards of Aus         | Marvolo                                | Episodio: "Molten Gelatinous Sex Ball" |
| 2021      | Wakefield                  | Anne                                   | Episodio #1.3                          |
| 2022      | Question Everything        | Herself                                | Temporada 2, episodio 3                |